# Шона (коммуна)
Шона (нем. Schönau; венг. Szépmező) — румынская коммуна, расположенная в жудеце Алба (Трансильвания). В коммуне семь деревень: Алекуш, Бийя (Magyarbénye), Доптэу (Dobtanya), Лунка-Тырнавей (до 1964 называлась Спини; Kistövis), Сынмиклэуш (Betlenszentmiklós), Шона и Валя-Сасулуй (Szászvölgy).
По переписи 2011 года 68,5 % жителей — румыны, 25,2 % — венгры, 5,8 % — цыгане.

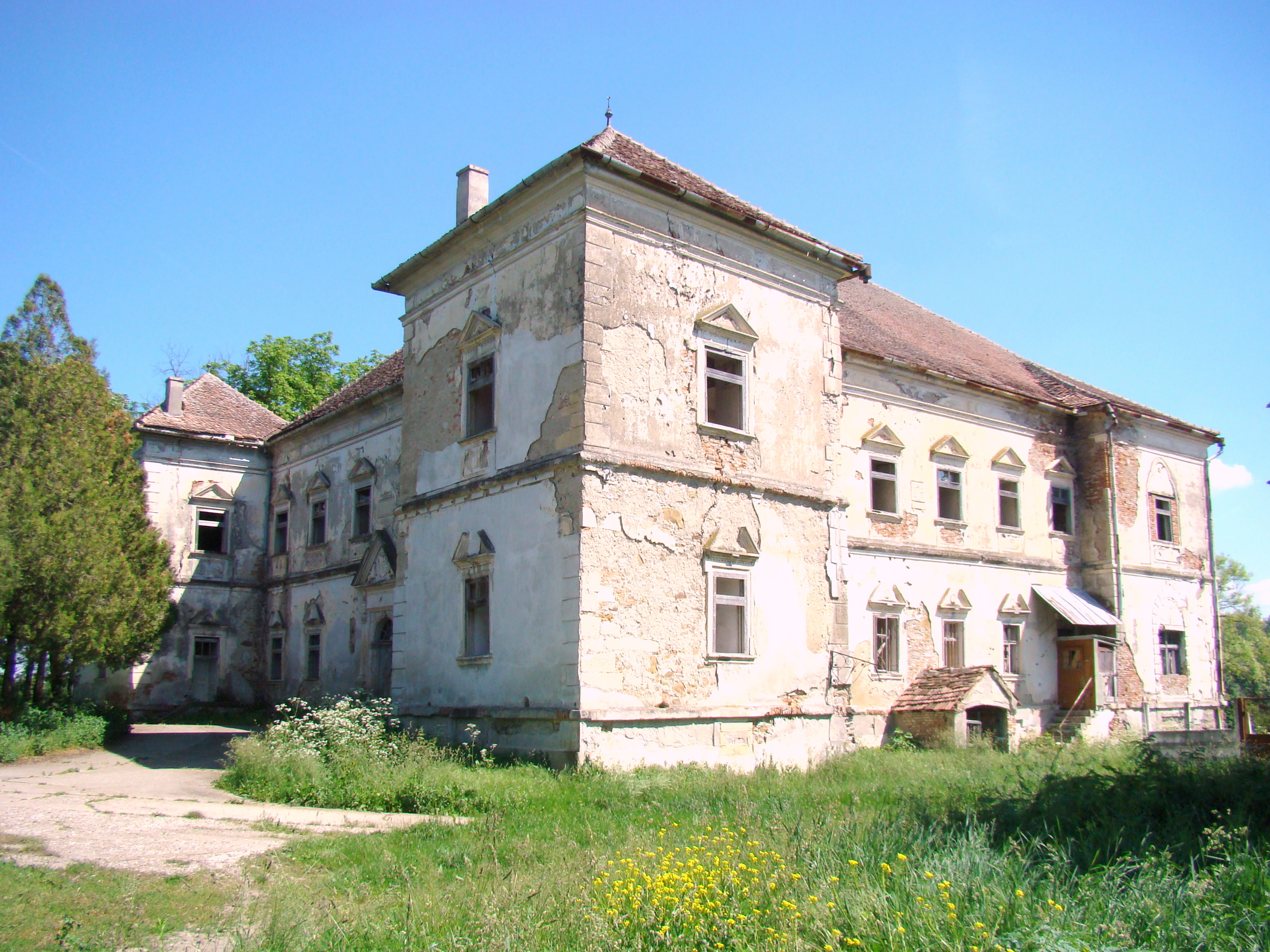
Замок в Сынмиклэуше
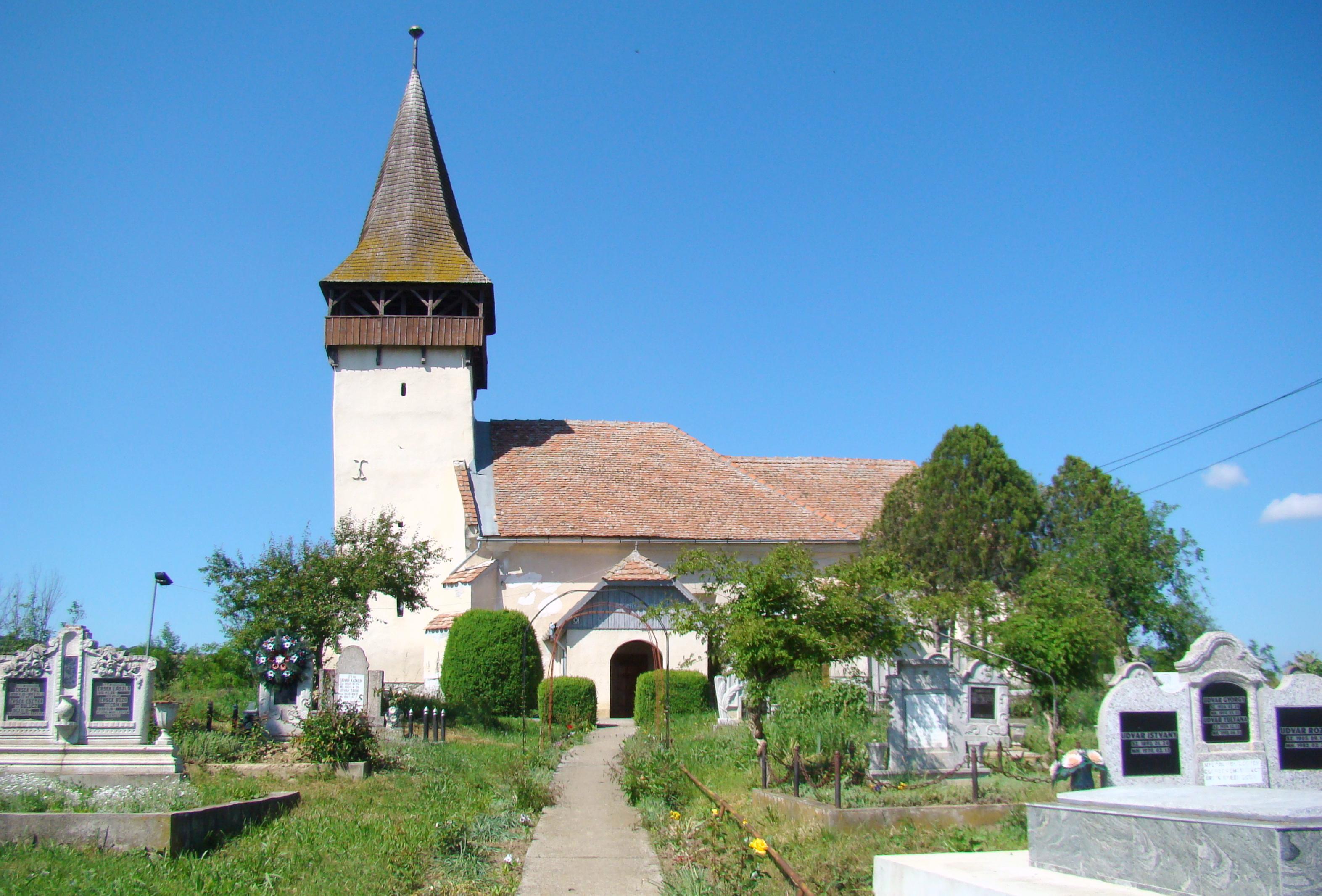
Унитарианская церковь в Сынмиклэуше
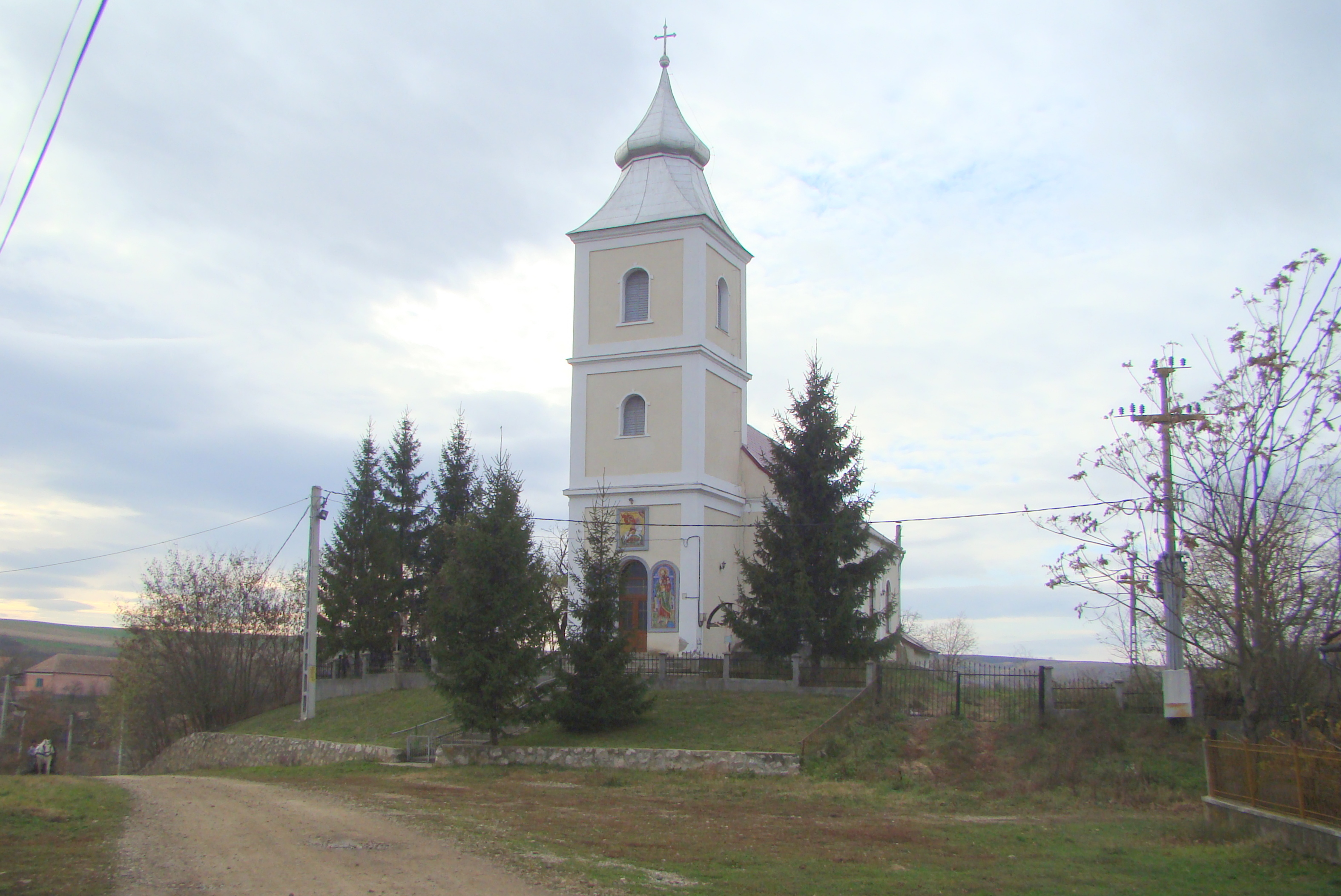
Православная церковь в Алекуше
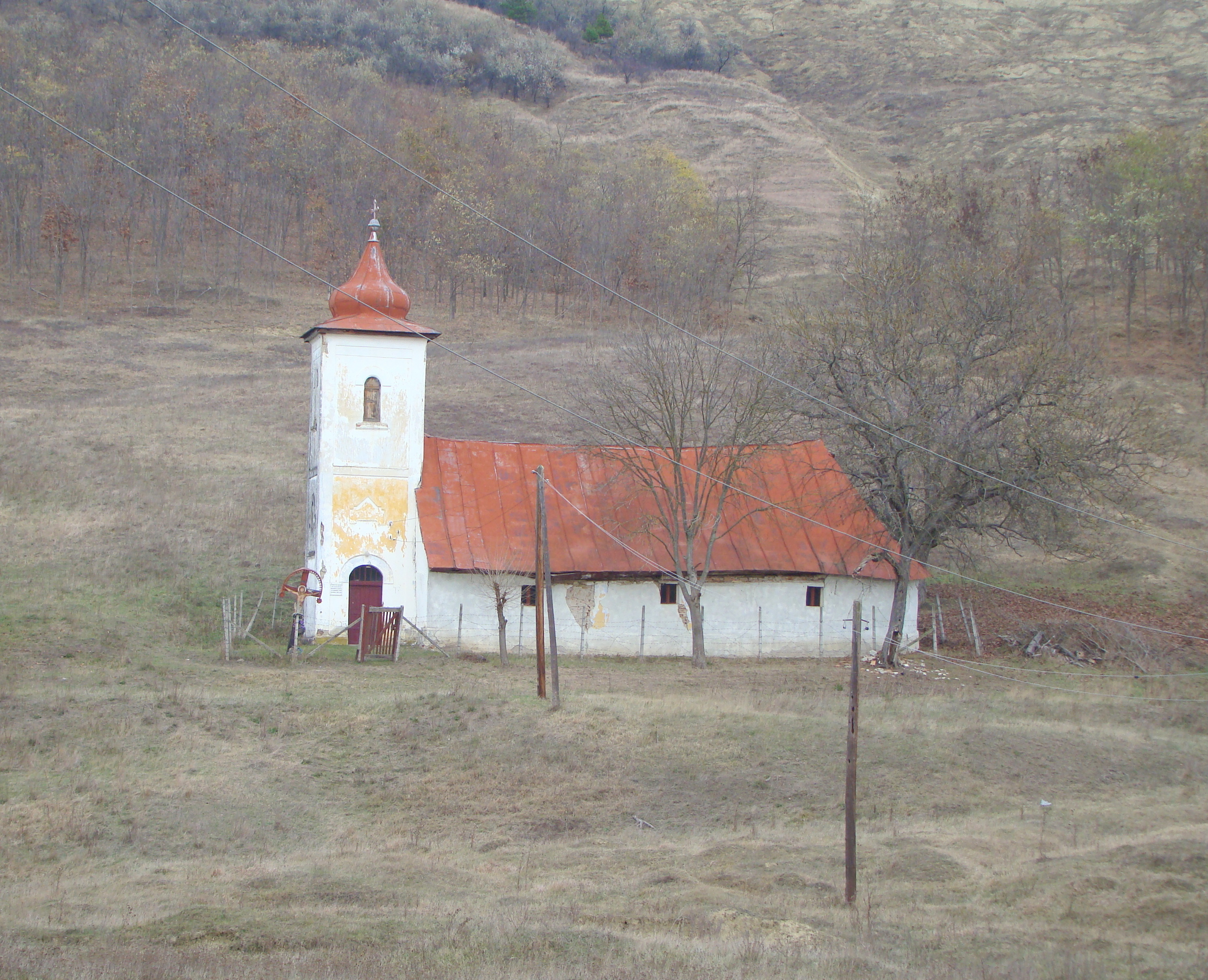
Церковь в Бийе